# Басилов, Владимир Николаевич
Влади́мир Никола́евич Баси́лов (18 января 1937, Москва — 16 мая 1998, Португалия) — советский и российский этнограф, религиовед и путешественник. Доктор исторических наук. Один из авторов «Атеистического словаря», словаря «Религии и народы современной России» и энциклопедии «Мифы народов мира».

## Биография
Родился 18 января 1937 году в Москве. Отец — театральный режиссёр и композитор Николай Александрович Басилов (1907—1960), мать — актриса Галина Васильевна Хижнякова (1913—1988).
В 1954—1959 годах учился в МГУ имени М. В. Ломоносова на историческом факультете.
В 1959—1964 годах работал в группе истории религии и атеизма в Института этнографии АН СССР.
В 1964—1967 годах работал в Институте научного атеизма Академии общественных наук при ЦК КПСС.
В 1967 году Институт этнографии имени Н. Н. Миклухо-Маклая АН СССР защитил диссертацию на соискание учёной степени кандидата исторических наук по теме «Пережитки доисламских верований в мусульманском культе святых: (На материалах Туркмении)»
В 1971—1978 годах был учёным секретарем Института этнографии имени Н. Н. Миклухо-Маклая АН СССР.
С 1987 года заведовал сектором Средней Азии и Казахстана Института этнографии имени Н. Н. Миклухо-Маклая АН СССР.
В 1991 году защитил диссертацию на соискание учёной степени доктора исторических наук по теме «Исламизированное шаманство народов Средней Азии и Казахстана: историко-этнографическое исследование», которая была написана на огромном собственном полевом материале, с привлечением широких параллелей из сибирского шаманства. В 1992 году диссертация вышла в виде отдельной монографии.
Погиб 16 мая 1998 года в Португалии. Похоронен на Николо-Архангельском кладбище.
Автор более 150 научных работ и в том числе 4 монографий.
В совершенстве владел узбекским и туркменским языками.

## Научная деятельность
Принимал участие в археологических, фольклорных и этнографических экспедициях, проводил полевые исследования на Алтае, в Туркмении и Казахстане.
В 1971 и 1977 годах участвовал в Тихоокеанской экспедиции на пароходе «Дмитрий Менделеев».
Посетил десятки стран мира, в том числе с выставками, представлявшими зарубежной публике декоративно-прикладное искусство народов СССР.
Занимался популяризацией науки в фильмах, радио- и телепередачах.

## Память
В память о В. Н. Басилове в 2012 году проводились международные научные конференции в Москве и Бишкеке.

## Научные труды

### Диссертации
- Басилов, В. Н. Исламизированное шаманство народов Средней Азии и Казахстана : (Историко-этнографическое исследование) : автореферат дис. … доктора исторических наук : 07.00.07 / Ин-т этнологии и антропологии. — Москва, 1991. — 46 с.

### Монографии
- Басилов В. Н. Культ святых в исламе. — М., 1970
- Басилов В. Н. Избранники духов. Шаманство как явление в истории религии./ В. Н. Басилов. — М. : Политиздат, 1984. — 207, [1] с.
- Басилов В. Н. Шаманство у народов Средней Азии и Казахстана / В. Н. Басилов ; Рос. АН, Ин-т этнологии и антропологии им. Н. Н. Миклухо-Маклая. — М.: Наука, 1992. — 324,[3] с. ил. 22 см
- Басилов В. Н., Кармышева Б. Х. Ислам у казахов (до 1917 г.). — М., 1997.

### Статьи
- Басилов В. Н. О туркменском «пире» дождя Буркут-баба. // Советская этнография. — 1963. — № 3.
- Басилов В. Н. К вопросу о генезисе образа Коркут-ата / VII Междунар. конгресс антропол. и этногр. наук. (Москва, авг. 1964 г.). — Москва : Наука, 1964. — 9 с.
- Басилов В. Н. Среднеазиатское шаманство. М. : Наука, 1973. — 15 с. ; 22 см. — (IX Международный конгресс антропологических и этнографических наук. [Чикаго, сентябрь, 1973]. Доклады советской делегации).
- Басилов В. Н. О происхождении туркмен-ата (простонародные формы среднеазиатского суфизма) // Домусульманские верования и обряды в Средней Азии. — М., 1975.
- Басилов В. Н. Следы культа умирающего и воскресающего божества в христианской и мусульманской агиологии. // Фольклор и историческая этнография. — М., 1983.
- Basilov V. N. Honour Groups in Traditional Turkmenian Society // Islam in Tribal Societies: fron the Atlas to the Indus. — London, Boston, Melburne and Henley, 1984.
- Basilov V. N. Popular Islam in Central Asia and Kazakhstan. // Journal of Institute of Muslim Minority Affairs. Abedin S. Z. (ed.). January 1987. — Vol. 8. — № 1.
- Басилов В. Н. Мифологии тюркоязычных народов Поволжья.// Мифы народов мира. в 2-х т. — М. : Советская энциклопедия, 1988.
- Басилов В. Н. Шаманство как ранняя форма мистицизма // Вопросы научного атеизма. Вып. 38. Мистицизм: проблемы анализа и критики / Редкол. В. И. Гараджа (отв. ред.) и др.; Акад. обществ. наук ЦК КПСС. Ин-т научного атеизма. — М.: Мысль, 1989. — С. 94—108. — 335 с. — 22 765 экз. — ISBN 0321-0847.
- Басилов В. Н. Этнография: есть ли у неё будущее? // Этнографическое обозрение. — 1992. — № 4.
- Басилов В. Н. Символика суфизма и народные верования (дополнение к статье И. И. Меликовой)// Этнографическое обозрение. — 1994. — № 6.
- Басилов В. Н. Суннат-той в ферганском кишлаке. // Этнографическое обозрение. — 1996. — № 3.
- Басилов В. Н. Слепые в кавказском и среднеазиатском фольклоре (дополнение к статье Д. Жюмезиля) // Этнографическое обозрение. — 1996. — № 5.
- Басилов В. Н. Общественное мнение и национальность // Обновление России: трудный поиск решений. — М. 1998.
- Басилов В. Н. Народная культура в исламе и задачи её исследования. // Ислам и народная культура. — М., 1998.
- Басилов В. Н. Суфийская легенда о соперничестве святых. // Приаральев древности и средневековье. К 60-летию Хорезмской археолого-этнографической экспедиции. — М., 1998.
- Басилов В. Н. Национальные религии // Культурология. XX век: Энциклопедия. Т. 2: М-Я / Гл. ред., сост. С. Я. Левит. — СПб.: Университетская книга, 1998. — 447 с. ISBN 5-7914-0029-2
- Басилов В. Н., Филимонов Э. Г. Религиоведение в России // Религии народов современной России: Словарь / М. П. Мчедлов (отв. ред.), Аверьянов Ю. И., Басилов В. Н. и др. / 2-е изд., испр. и доп.. — М.: Республика, 2002. — С. 408—409. — 624 с. — 4000 экз. — ISBN 5-250-01818-1.

### Научный редактор
- Итоги полевых работ Института этнографии. / [Отв. ред. Басилов В. Н., Тульцева Л. А., Соколова З. П.] — М. : Наука, 1971-____.
- Древние обряды верования и культуры народов Средней Азии : Ист.-этногр. очерки / АН СССР, Ин-т этнографии им. Н. Н. Миклухо-Маклая; Отв. ред. В. Н. Басилов. — М. : Наука, 1986. — 205,[3] с. : ил.
- Этническая история и традиционная культура народов Средней Азии и Казахстана : [Сб. ст.] / Каракалп. фил. АН УзССР, Ин-т истории, яз. и лит. им. Н. Давкараева; [Отв. ред. Басилов В. Н., Кузеев Р. Г.]. — Нукус : Каракалпакстан, 1989. — 272 с. : ил.;
- Религиозные верования / [Рос. АН, Ин-т этнологии и антропологии им. Н. Н. Миклухо-Маклая]; Отв. ред. В. Н. Басилов (Москва), И. Винкельман (Берлин). — М. : Наука, 1993. — 239 с.; 21 см. — (Свод этнографических понятий и терминов. Под общ. ред. Ю. В. Бромлея (Москва), Г. Штробаха (Берлин) и др.; Вып. 5). ISBN 5-02-009722-5